# پلنگدره (فومن)
پلنگ‌دره ، روستایی از توابع بخش سردار جنگل شهرستان فومن در استان گیلان ایران است.

## جمعیت
این روستا در دهستان آلیان قرار دارد و براساس سرشماری مرکز آمار ایران در سال ۱۳۸۵، جمعیت آن ۳۰۰ نفر (۷۷خانوار) بوده‌است.